# Рівняння Швінгера
Рівняння Швінгера — система рівнянь для функцій Гріна у квантовій теорії поля. Запропонована Швінгером у 1951 році. Для отримання рівннянь Швінгера вводять класичні джерела зовнішніх полів. Наприклад, у квантовій електродинаміці частинок зі спіном 1/2 у найпростішому варіанті достатньо додати до лагранжіана взаїмодію квантованого поля фотонів {\displaystyle A^{\mu }(x)} з джерелом зовнішнього електромагнітного поля {\displaystyle J_{\mu }(x)} в мінімальній формі — {\displaystyle J_{\mu }A^{\mu }}. За рахунок цього виникає можливість шляхом функціонального вар'ювання за класичним джерелом {\displaystyle J_{\mu }(x)} отримувати функції Гріна з більшою кількістю фотонних кінців. Матриця розсіяння стає функціоналом {\displaystyle S[J]} джерела. Зручно також увести середнє спостережуване значення оператора фотонного поля (з урахуванням квантових поправок):
{\displaystyle {\mathcal {A^{\mu }}}(x)={\frac {1}{S_{0}[J]}}\langle 0\vert T\{A^{\mu }(x)S[J]\}\vert 0\rangle =i{\frac {\delta \ln S_{0}[J]}{\delta J_{\mu }(x)}},}
де {\displaystyle S_{0}[J]\equiv \langle 0\vert S[J]\vert 0\rangle ,\mu =0,1,2,3.} {\displaystyle \langle 0\vert \cdots \vert 0\rangle } — среднє значення операторів за станами вакууму в картині взаємодії, символ {\displaystyle T} позначає хронологічне упорядкування операторів, {\displaystyle {\frac {\delta }{\delta J_{\mu }(x)}},} — варіаційна похідна.